# Vichtis
Vichtis (uttals: vihtis eller vikktis, finska: Vihti) är en kommun i landskapet Nyland i Finland, cirka 50 kilometer nordväst om huvudstaden Helsingfors. Dess centrum är Nummela och den andra största tätorten är Vichtis kyrkby. Vichtis har 29 239 invånare och har en yta på 567,06 km², varav 45 km² är vatten. Befolkningstätheten är 55,65 invånare per kvadratkilometer. Vichtis största sjö är Hiidenvesi.
Vichtis är enspråkigt finskt men med en minoritet av svensktalande, bestående av ungefär 500 personer. Det finns en svensk skola i kommunen och Vichtis kan räknas som en svensk språkö.
Vichtis kommuns grannkommuner är Högfors, Loppis, Hyvinge, Nurmijärvi, Esbo, Kyrkslätt, Sjundeå och Lojo. De före detta grannkommuner var Hyvinge landskommun, Lojo kommun och Nummis och Pusula. 
Vichtis är en del av Helsingfors storstadsområde och tillhör Västra Nylands välfärdsområde.

## Historia

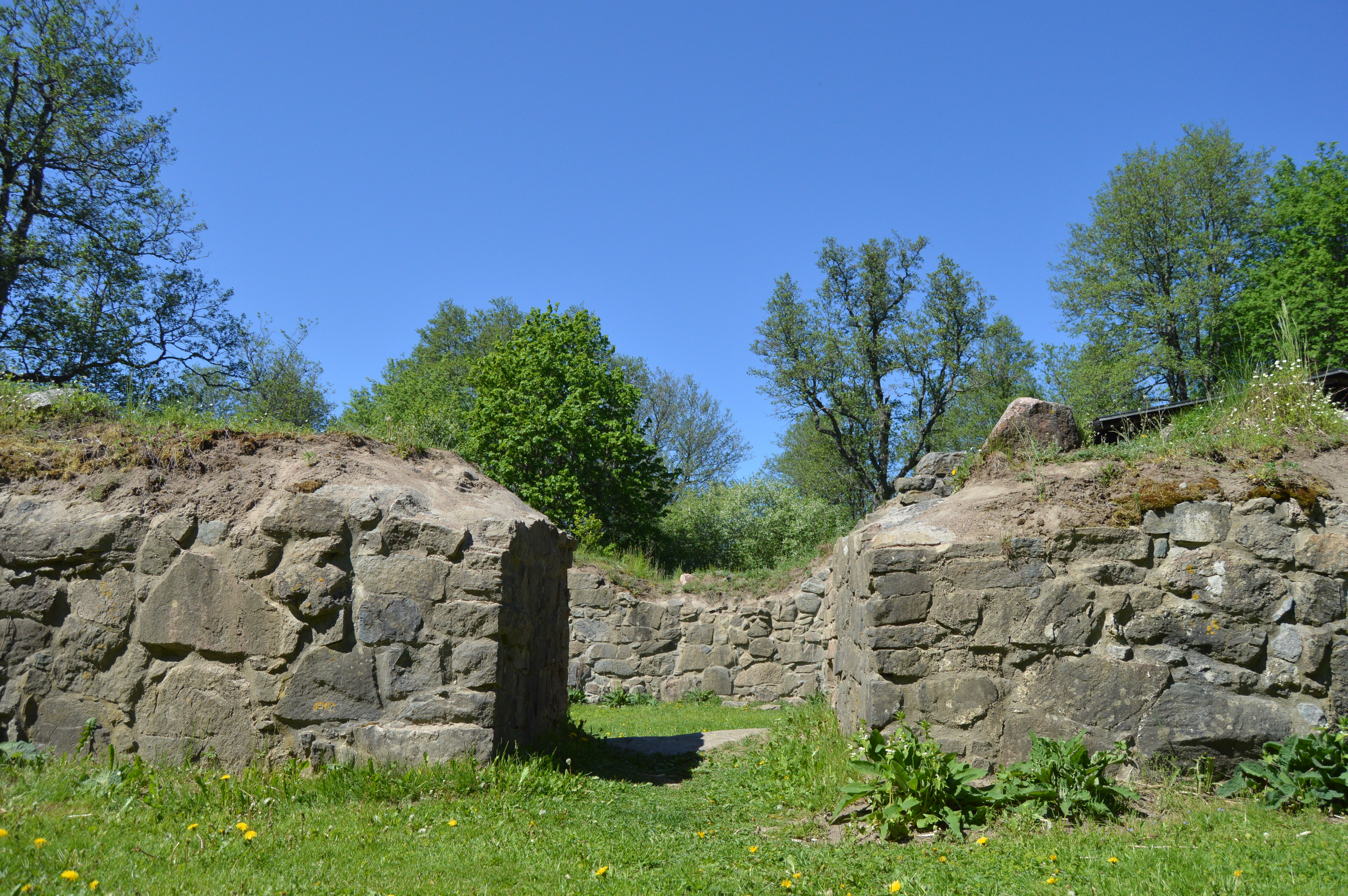
Heliga Birgittas kyrkoruin i Vichtis.

Kommunen grundades 1867, de äldsta skriftliga källorna är från 1433. Namnets ursprung är okänt, en teori är det gamla germanska ordet för häxa eller trollkarl (jfr englskans witch), andra teorier är gammelnordiskans vight (helg). Man antar att Vichtis församling grundades år 1507 eftersom då omnämndes sockens första kyrkoherden i skriftliga källor. Omkring den tiden byggdes också den medeltida kyrkan i Vichtis som var helgat åt Heliga Birgitta. Nuförtiden finns bara en ruin kvar av kyrkan. Vichtis kyrka som vi ser idag i kyrkbyn var byggt år 1772.
Vichtis största sjö är Hiidenvesi som tidigare var en havsvik, under lång tid var det en handelsväg till Tavastland. Under dessa tider var Vichtis ett tillhåll för rövare och vikingar, som trodde att det fanns hiisi (en sorts finsk ande) och jättar i området.
Högfors var en del av Vichtis fram till år 1861.
Sågverken och småindustrin ökade i Vichtis under 1800-talet. År 1845 fanns det fem olika sågverk i Vichtis. En järnväg byggdes mellan två viktiga industribyar Ojakkala och Olkkala år 1912.
Efter Finlands krigsår flyttades många människor som evakuerades från bland annat Karelen till Vichtis.

### Administrativ historik
1 januari 1994 överfördes ett område med 35 invånare till Esbo stad.

## Geografi
Vichtis ligger vid Hiidenvesis strand, på ena sidan Nummela ligger Hiidenvesi och på andra ligger sjön Enäjärvi. Till övriga viktiga vattendrag tillhör sjöar Vihtijärvi, Poikkipuoliainen, Palojärvi och Averia. Totalt finns det 85 vattenområden på minst en hektar i storlek i Vichtis.
Idag bildar Hiidenvesi tillsammans med Lojo sjö Nylands största vattenmassa, varifrån man kan komma hela vägen till Östersjön med kanot.
En del av Noux nationalpark ligger i Vichtis kommuns område.

### Tätorter

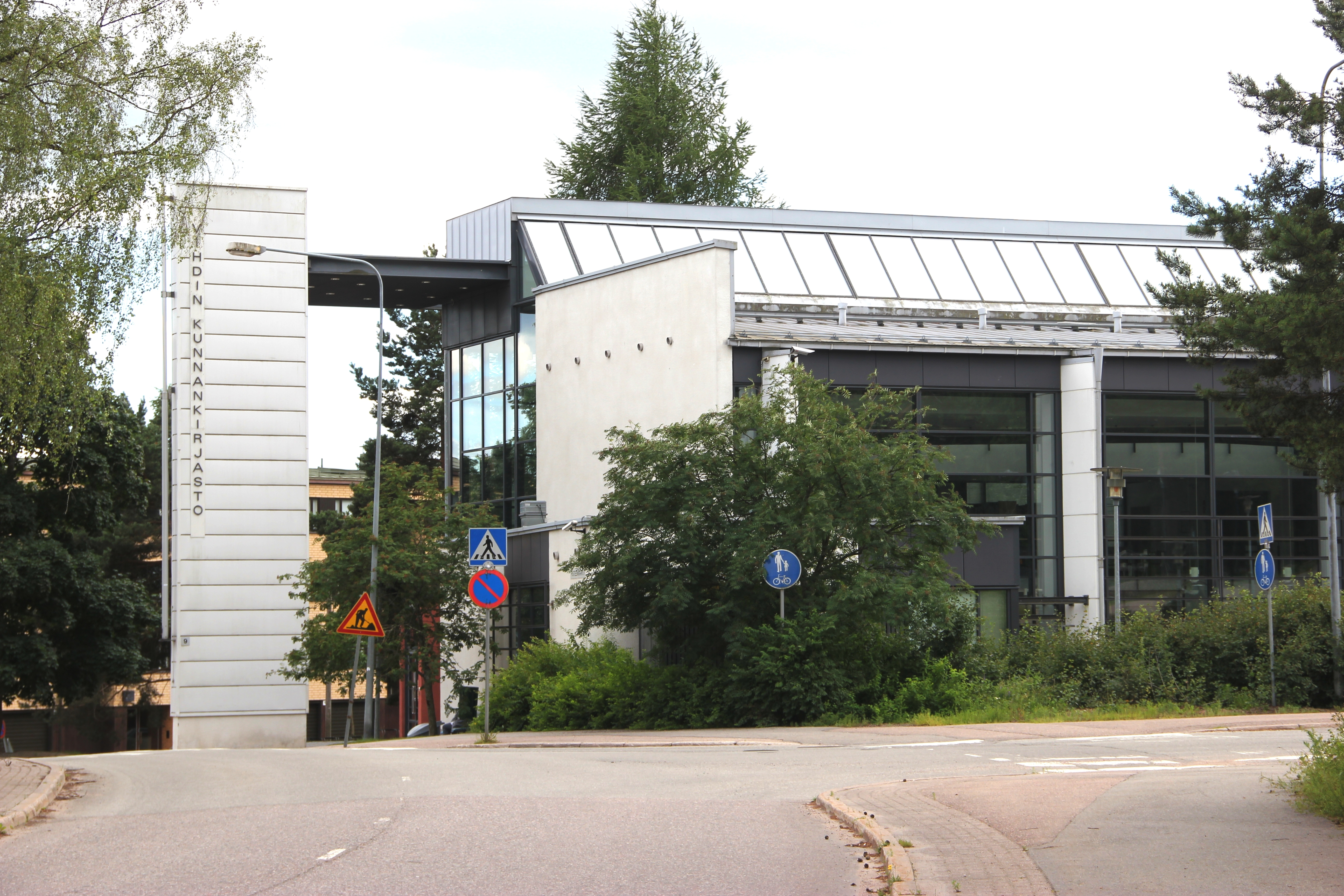
Biblioteket i Nummela

I slutet av 2020 fanns det 29 160 invånarna i Vichtis varav 21 923 bodde i tätorter. Det finns 10 tätorter i kommunen.
| #  | Tätort         | Invånarantal (31.12.2020) |
| -- | -------------- | ------------------------- |
| 1  | Nummela*       | 14 359                    |
| 2  | Vichtis kyrkby | 3 417                     |
| 3  | Ojakkala       | 1 438                     |
| 4  | Otalampi       | 1 117                     |
| 5  | Veikkola*      | 412                       |
| 6  | Haimoo         | 376                       |
| 7  | Huhmari        | 329                       |
| 8  | Olkkala        | 226                       |
| 9  | Oinasjoki      | 210                       |
| 10 | Klövskog*      | 39                        |

Endast en del av tätorter som är markerad med en asterisk * finns inom Vichtis kommungränser.

### Byar
Böle, Forsby (Härkälä), Haapkylä, Haimoo, Huhmari, Hulttila, Hynnölä, Härköilä, Härtsilä, Irjala, Jättölä (Jättöilä), Kaharla, Kaukola (Kaukoila), Kauppila, Kirvelä, Koikkala, Korkaniemi, Korppila, Kourla, Kyrkby, Köykkälä, Lahnus, Lahtis (Lahti), Lankila, Leppärlä, Lusila, Maikkala, Merramäki, Niemenkylä, Niemis (Niemi), Niuhala, Ojakkala, Olkkala, Ollila, Oravala, Pakasela, Palajärvi, Pappila, Pietilä, Pääkslahti, Ridal (Rita), Ruskela, Salmis (Salmi), Selkis (Selki), Siipoi, Suksela, Suontaka, Taipale, Tarttila, Tervalampi, Torhola, Tuohilampi, Vanhala, Vanjoki, Vanjärvi, Veikkola, Vihtijärvi (Vihtjärvi), Vähäkylä (Vääkylä)

### Herrgårdar
Forsby gård, Irjala gård, Kirvelä gård, Kotkaniemi gård, Kourla gård, Lahnus gård, Olkkala gård, Salmis gård, Suontaan Hovi, Tervalampi gård, Hiiskula gård, Vanjärvi gård och Tuohilampi gård.

## Politik

### Mandatfördelning i Vichtis kommun, valen 1976–2025
| 6 | 11 | 7 | 3 | 2 | 6 |

| 6 | 14 |  | 7 | 3 | 2 | 10 |

| 4 | 13 | 2 | 9 |  | 14 |

| 4 | 14 |  | 9 |  | 14 |

| 4 | 15 | 3 | 8 | 2 | 11 |

| 3 | 14 | 2 | 10 |  | 13 |

| 2 | 12 | 4 | 12 |  | 12 |

| 3 | 13 | 3 | 11 |  | 12 |

| 25 | 18 |

| 3 | 9 | 3 |  | 2 | 11 | 2 | 12 |

| 21 | 22 |

| 3 | 8 | 4 | 5 | 9 |  |  | 12 |

| 25 | 18 |

| 2 | 10 | 4 | 5 | 10 |  |  | 10 |

| 24 | 19 |

| 2 | 8 | 4 | 8 | 7 |  |  | 12 |

| 24 | 19 |

|  | 12 | 4 | 3 | 9 |  |  | 12 |

| 22 | 21 |

### Riksdagsvalet
Resultatet av Riksdagsvalet i Finland 2023 i Vichtis:
- Sannfinländarna 24,2%
- Samlingspartiet 22,3%
- Socialdemokraterna 20,5%
- Centern i Finland 10,3%
- Gröna förbundet 5,1%
- Kristdemokraterna 4,8%
- Vänsterförbundet 4,1%
- Rörelse Nu 4,1%
- Svenska folkpartiet 2,0%

### Vänorter
Vichtis kommuns vänorter är:
- Norrtälje, Sverige
- Otepää, Estland
- Sel, Norge
- Slagelse, Danmark

## Kommunikationer

### Vägar
Det finns flera viktiga vägförbindelser genom Vichtis, de mest anmärkningsvärda är Riksväg 2, mellan Björneborg och Helsingfors, Riksväg 25 mellan Hangö och Hyvinge, och Vichtisvägen mellan Vichtis och Helsingfors.
Genom kommunen går riksväg 1 (mellan huvudstaden och Åbo), det vill säga E18. Även vägen mellan Helsingfors och Björneborg passerar genom kommunen.
Bussförbindelse mellan Helsingfors och Nummela och Vichtis kyrkby finns var tjugonde minut på vardagar. Restiden är ca 40 minuter.

### Järnvägar
Genom Nummela går järnvägen från Hangö till Hyvinge, järnvägen elektrifierades år 2023. Nummela järnvägsstation finns vid banan. Det fanns också en annan järnvägsstation i Vichtis, Selkis järnvägsstation som stängdes 1995. Den nya järnvägen från Esbo till Åbo via Lojo och Salo planeras gå via Nummela.

### Flygfältet

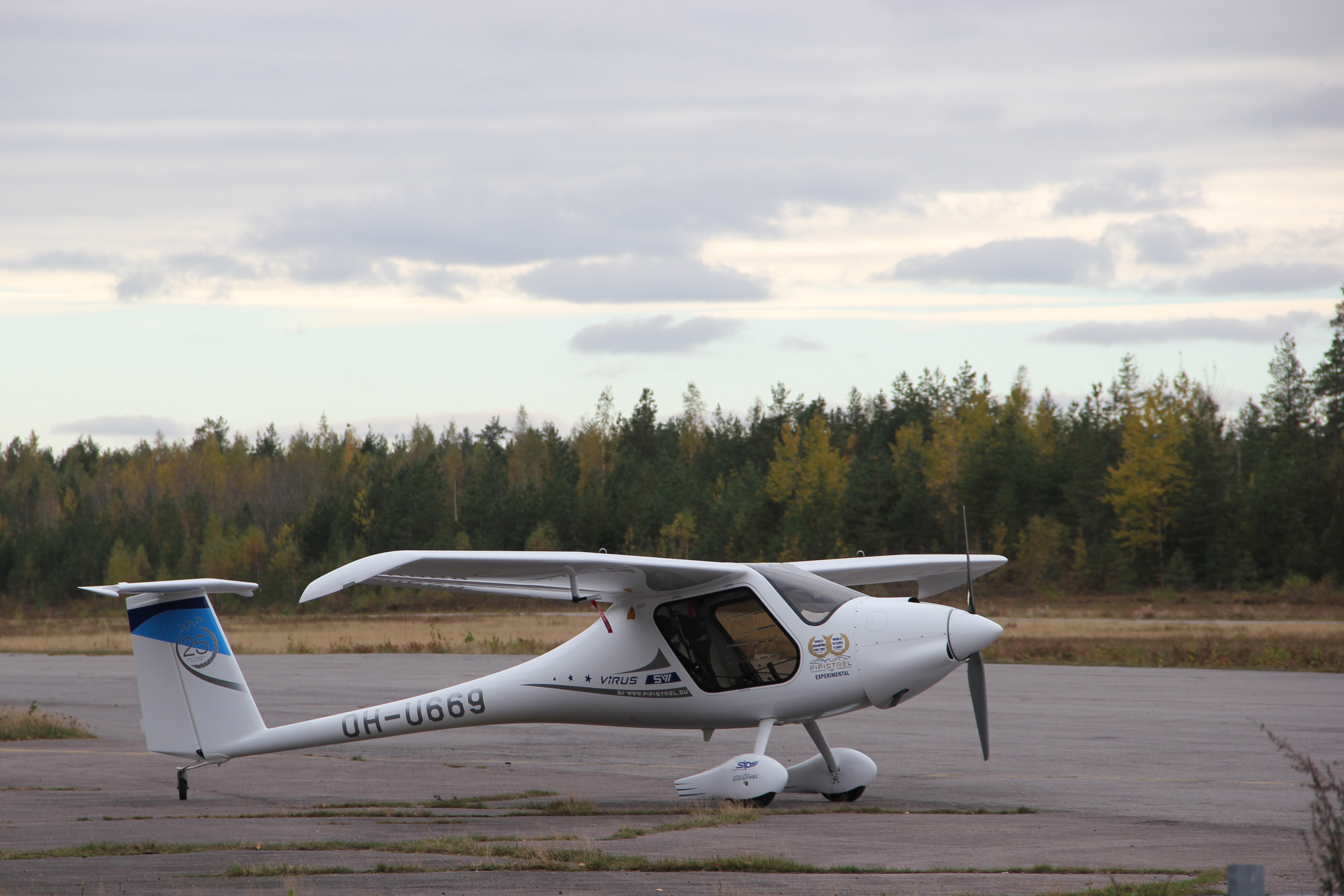
Flygplan på Nummela flygfält.

I centralorten Nummela finns ett flygfält. 

## Befolkning

### Befolkningsutveckling
| Befolkningsutvecklingen i Vichtis kommun 1975–2020                                                           | Befolkningsutvecklingen i Vichtis kommun 1975–2020 | Befolkningsutvecklingen i Vichtis kommun 1975–2020 | Befolkningsutvecklingen i Vichtis kommun 1975–2020 | Befolkningsutvecklingen i Vichtis kommun 1975–2020 |
| --- | -------------------------------------------------- | -------------------------------------------------- | -------------------------------------------------- | -------------------------------------------------- |
| |                                                    |                                                    |                                                    |                                                    |
| År |                                                    |                                                    | Folkmängd                                          |                                                    |
| 1975 | 1975                                               |                                                    | 14 320                                             |                                                    |
| 1980 | 1980                                               |                                                    | 16 871                                             |                                                    |
| 1985 | 1985                                               |                                                    | 19 267                                             |                                                    |
| 1990 | 1990                                               |                                                    | 21 648                                             |                                                    |
| 1995 | 1995                                               |                                                    | 22 895                                             |                                                    |
| 2000 | 2000                                               |                                                    | 23 858                                             |                                                    |
| 2005 | 2005                                               |                                                    | 25 935                                             |                                                    |
| 2010 | 2010                                               |                                                    | 28 311                                             |                                                    |
| 2015 | 2015                                               |                                                    | 28 919                                             |                                                    |
| 2020 | 2020                                               |                                                    | 29 160                                             |                                                    |
| Anm: Uppgifterna avser förhållandena den 31 december nämnda år enligt områdesindelningen den 1 januari 2022. |                                                    |                                                    |                                                    |                                                    |

### Religion
Den största församlingen i Vichtis är Vichtis församling som tillhör Evangelisk-lutherska kyrkan i Finland. Av pingstkyrkor har Nummela pingstkyrka verksamhet i kommunen. Av Ortodoxa kyrkan i Finlands församlingar har Helsingfors ortodoxa församling verksamhet i Vichtis.

## Kultur

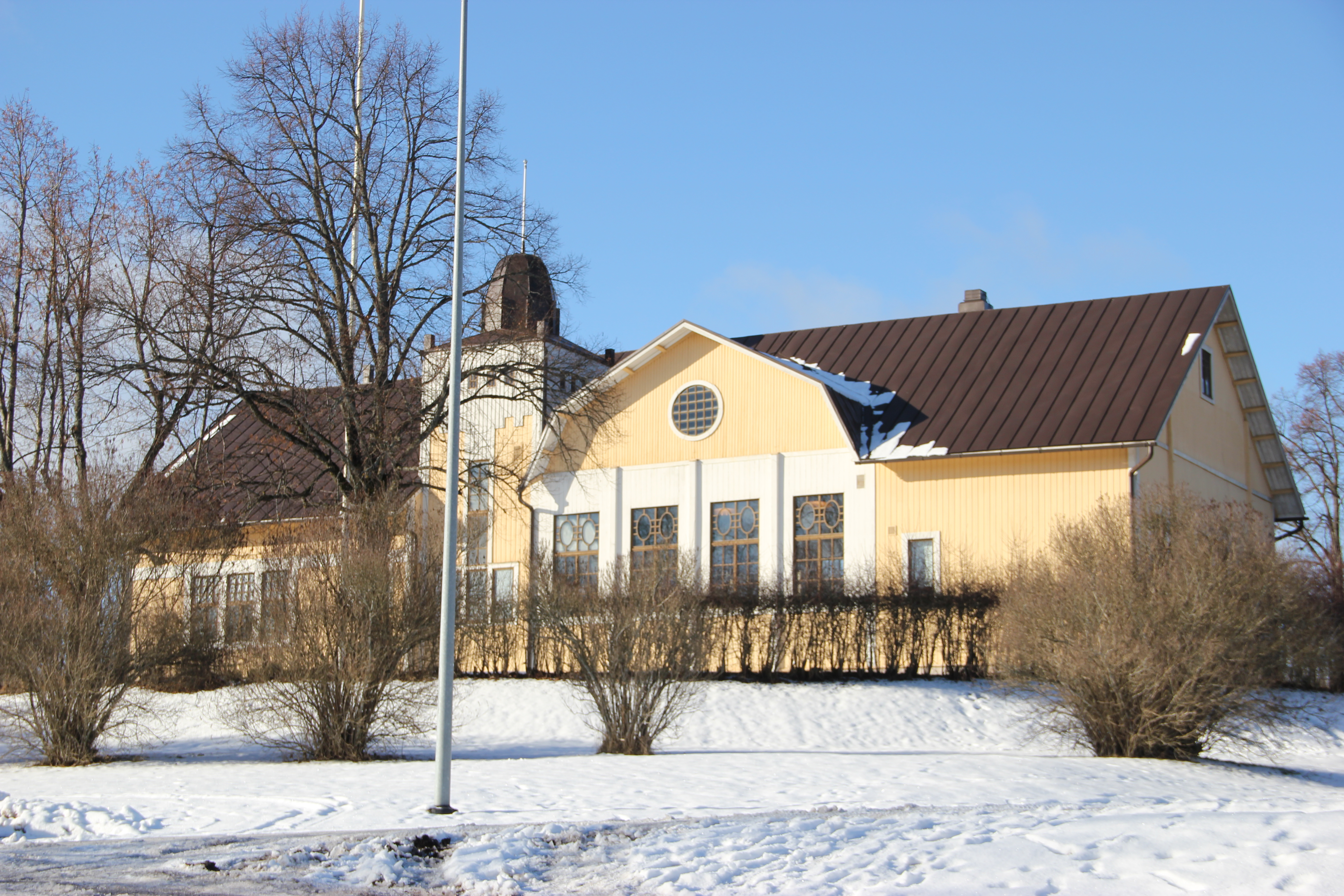
Vichtis museum som ligger i det gamla kommunhuset Kuntala.

Det första biblioteket i Vichtis grundades 1851 och den första folkskolan 1873. Nuförtiden har Vichtis kommunbibliotek i tre lokaler; Vichtis kyrkby, Nummela och bokbussen. Vichtis museum upprätthålls av kommunen och däröver finns det flera hemmuseer i kommunen så som Salmela rusthållsmuseum och Koivisto museibacke. Det finns en icke-professionell teater i Vichtis, Vichtis teater. Flera olika körer så som Vihdin viihdekuoro (Vichtis nöjeskör), Vihdin kamarikuoro (Vichtis kammarkör), Tyttökuoro Piritat (Flickkören Piritat), Vihdin miehet (Vichtis gubbar) och Vihtijärven kappelikuoro (Vihtijärvi kapellkör) är verksamma i kommunen.

### Undervisning
Det finns flera grundskolor i Vichtis varav en skola, Vichtis svenska skola, är svenskspråkig. Skolan ligger i Nummela. Förutom grundskolor har Vichtis också en gymnasium, Vihdin lukio. Luksia yrkesinstitut har en enhet i Vichtis.

### Evenemang
Varje år olika årliga evenemang ordnas i kommunen. Vichtis kyrkbys midsommarfest och Gammeldags Marknaden är antagligen de mest kända evenemang i Vichtis.

### Sevärdheter
- Sankta Birgittta kyrkoruin
- Vichtis kyrka
- Vichtis museum
- Noux nationalpark
- Vihti Ski Center
- Sjön Hiidenvesi

## Kända personer från Vichtis
- Uma Aaltonen, författare och politiker
- Carl Fredrik Ekestubbe, överstelöjtnant vid Nylands dragonregemente
- Elsa Enäjärvi-Haavio, folklorist
- Veikko Helle, politiker
- Mikael Hidén, jurist och professor
- Edvard Hjelt, politiker
- Janne Korpi, idrottare
- Teodor Koskenniemi, idrottare
- Jani Sievinen, idrottare
- Eerikki Viljanen, politiker